# Greta oto
La mariposa cristal (Greta oto) es una especie  de lepidóptero ditrisio  de la familia Nymphalidae de alas transparentes. Es popularmente llamada «mariposa espejitos». Esta especie presenta unos comportamientos especiales como largas migraciones y lek.

## Descripción

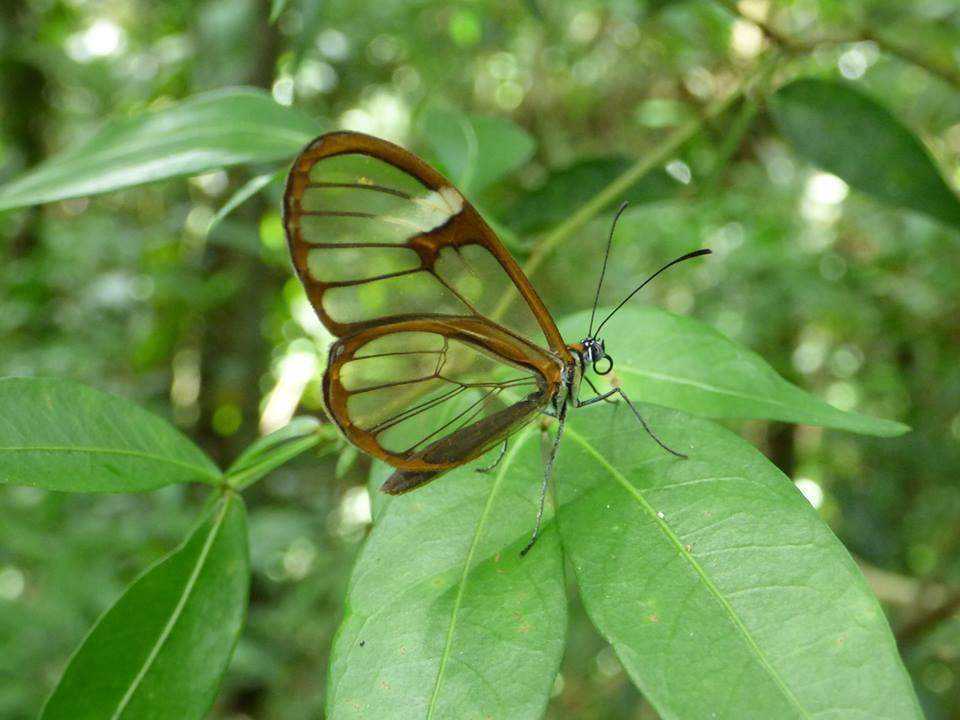
Greta oto.

Su envergadura oscila entre 5,5 y 6 cm. El tejido entre las venas de sus alas parece de vidrio al carecer de escalas de color. El borde de sus alas es de color marrón oscuro, a veces teñidas de rojos o naranja y su cuerpo de color oscuro.

## Distribución
Esta especie de mariposa, descrita en 1854, es endémica de América Central, subcontinente en el cual habita principalmente en zonas húmedas. Se puede encontrar en América Central, los adultos realizan migraciones de México a Panamá. También se pueden encontrar en Ecuador, Paraguay, Colombia , Bolivia, Perú y Venezuela.

## Alimentación
Se alimenta del néctar de una variedad de flores tropicales comunes como la lantana pero prefiere poner sus huevos en las plantas solanáceas del género tropical Cestrum. Las orugas verdes se alimentan de estas plantas tóxicas y almacenan toxinas en sus tejidos, lo que las vuelve tóxicas para sus depredadores, en especial para las hormigas Paraponera clavata. Los adultos también son tóxicos pero su toxicidad se debe principalmente a que los machos se alimentan de las flores cuyo néctar contiene alcaloides, por ejemplo, de la familia Asteraceae. Estos mismos alcaloides se convierten en feromonas con las que los machos atraen a las hembras.

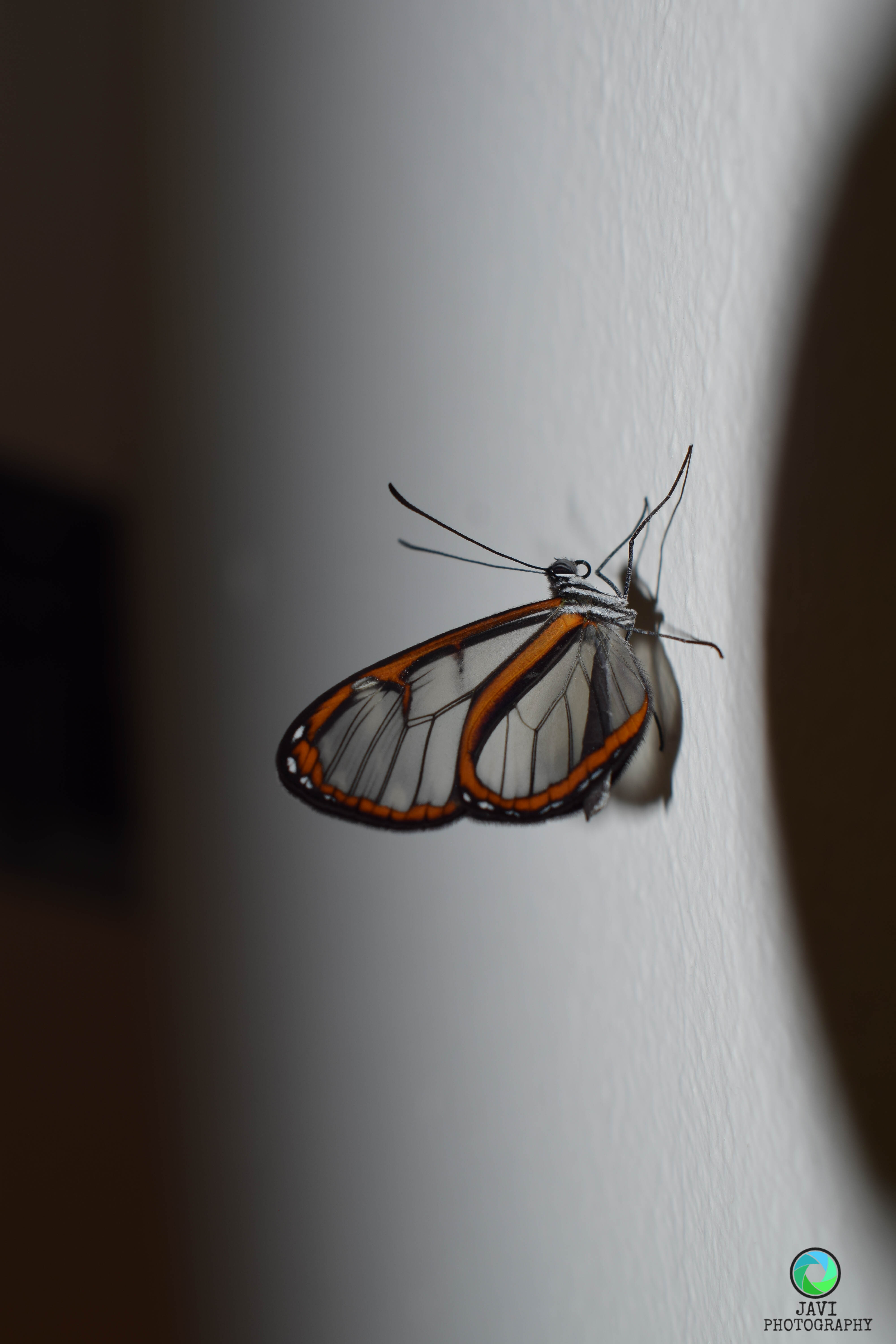
Manizales - Caldas (Colombia). Fotografía: Héctor Javier Rivera Torres

## Galería

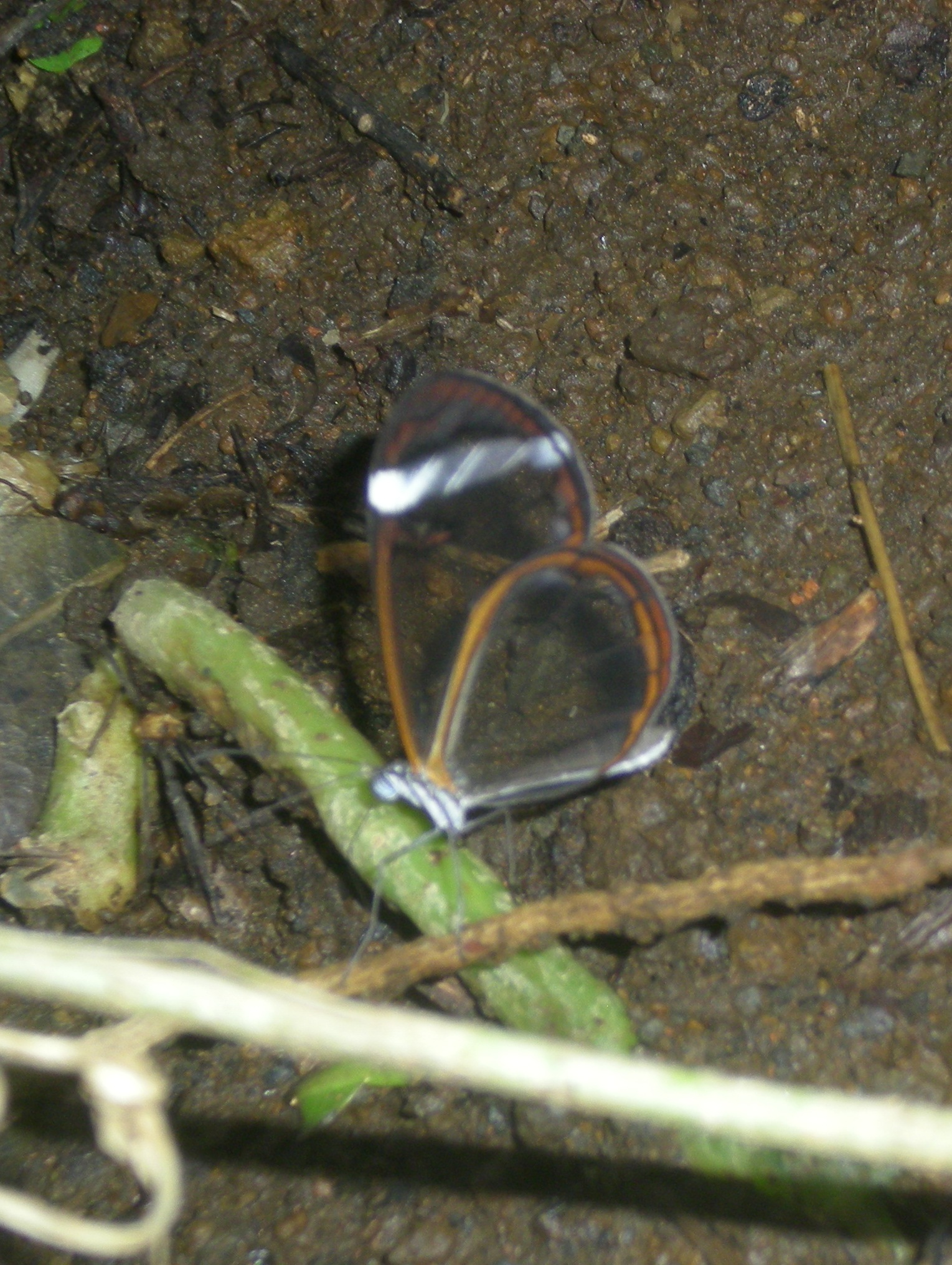
Mariposa cristal en El Crucero, Managua, Nicaragua.
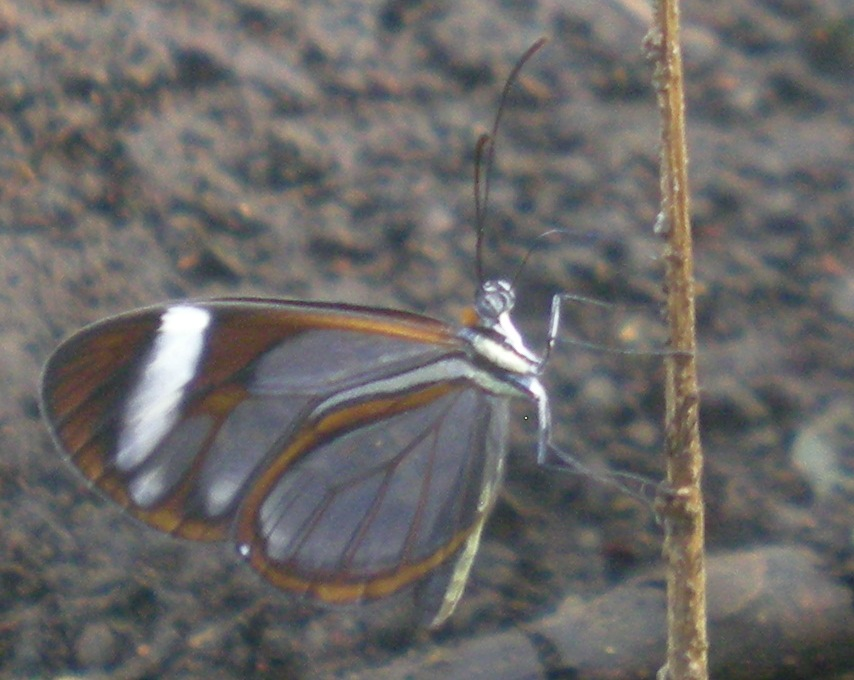
Mariposa cristal fotografiada en El Crucero, Managua, Nicaragua.
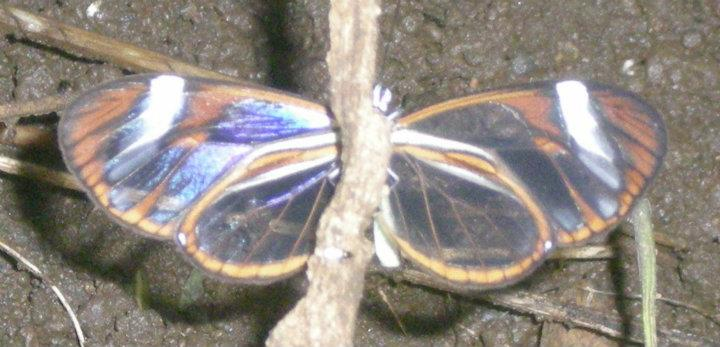
Mariposa cristal con alas desplegadas en El Crucero, Managua, Nicaragua.